# 长柄杜若
长柄杜若（学名：Pollia siamensis）是鸭跖草科杜若属的植物。分布在菲律宾、印度尼西亚、越南、泰国、柬埔寨、巴布亚新几内亚、老挝以及中国大陆的云南、海南、广西、香港等地，生长于海拔1,200米以下的地区，一般生于山谷林下以及湿润沙土上，目前尚未由人工引种栽培。
种加名 siamensis 意为“暹罗的”。
现为长花枝杜若（Pollia secundiflora (Blume) Bakh.f., 1949）的异名。